# ホンダ・A型エンジン
ホンダ・A型エンジン（ホンダ・Aがたエンジン）は、本田技研工業で製造されていた中型車種用の直列4気筒ガソリンエンジンである。

## 機構
ES型及びEY型の後継エンジンとして設計され、基本構造も継承された。吸気2個・排気1個の吸・排気バルブレイアウトを取り、点火プラグが排気バルブの隣に配置される。ちなみに、ホンダ製4輪用エンジンとしては最後の鋳鉄製シリンダーブロックを採用した。
キャブレター（ダウンドラフト、固定ベンチュリ）仕様とPGM-FI仕様の2種類を揃え、キャブレター仕様には空燃比をより精密に制御するための2次エアが導入されている。PGM-FI仕様はインテークマニホールドの各気筒のポートにインジェクターが取付けられたマルチポイント式で、インテークマニホールドに可変吸気装置が装備されているものもある。ES型に続きCVCCは採用されず、排気ガス浄化目的で三元触媒と排気2次エアー供給システムを装着した。
本エンジンから型式の規則が変更され、最初のアルファベット1文字で系列名、2桁の数字で排気量を表すようになり、末尾のアルファベットは同排気量で最初に開発されたものを「A」として改良が加えられるたびにB、C…と進んでいくようになった。

## 歴史
- 1985年6月4日発売の3代目アコード及び2代目ビガーに、A18Aが初採用される。
- 1986年、北米・欧州・大洋州向けの3代目アコードに、A20A（キャブレター/PGM-FI）を搭載。
- 1990年3月22日、アコードクーペの2代目へのモデルチェンジで同機種の生産も終了。

## バリエーション

### A16A
- 弁機構：SOHC ベルト駆動 吸気2 排気1
- 排気量：1,596cc
- 内径×行程：80.0mm×79.5mm
- 燃料供給装置形式：キャブレター
- 参考スペック（CA4アコード）
  - 最高出力：64kW(88hp)/6,000rpm
  - 最大トルク： 123N·m(91lbf·ft)/3,500rpm

### A18A
- 弁機構：SOHC ベルト駆動 吸気2 排気1
- 排気量：1,829cc
- 内径×行程：80.0mm×91.0mm
- 燃料供給装置形式：キャブレター
- 参考スペック（CA1 アコード、グロス値）
  - 最高出力：81kW(110PS)/5,800rpm
  - 最大トルク：149N·m(15.2kgf·m)/3,500rpm

### A20A
キャブレター
- 弁機構：SOHC ベルト駆動 吸気2 排気1
- 排気量：1,955cc
- 内径×行程：82.7mm×91.0mm
- 燃料供給装置形式：キャブレター
- 参考スペック（CA5 アコード、ネット値）
  - 最高出力：77kW(105PS)/5,500rpm
  - 最大トルク：152N·m(15.5kgf·m)/3,500rpm
- A20A1：排ガス浄化装置付き（北米仕様）
- A20A2：排ガス浄化装置無し（欧州仕様）

PGM-FI
- 弁機構：SOHC ベルト駆動 吸気2 排気1
- 排気量：1,955cc
- 内径×行程：82.7mm×91.0mm
- 燃料供給装置形式：電子制御燃料噴射式（PGM-FI）
- 参考スペック（CA6 アコード クーペ、SAE値）
  - 最高出力：88kW(120PS)/5,800rpm
  - 最大トルク：166N·m(16.9kgf·m)/4,000rpm
- A20A3：排ガス浄化装置付き（北米仕様）
- A20A4：排ガス浄化装置無し（欧州仕様）

## 搭載車種
A16A
- アコード（CA4、ギリシャなど一部の仕向地のみ）

A18A
- アコード／アコードエアロデッキ／ビガー（CA1）

A20A
- アコード／ビガー（CA5、日本/北米/大洋州仕様）
- アコードハッチバック／アコードクーペ（CA5、北米/大洋州仕様）
- アコードエアロデッキ（CA5、欧州仕様）
- アコードクーペ（CA6）